# Тигле
Тигле  (тиб.: tikle; tigle; санскр.: बिंदु, bindu; капля или семя) — символ тибетского буддизма, представляющий радужный круг, и в сочетании с тибетской буквой «А» образующий эмблему Дзогчена, означающую изначальное состояние (Ригпа). Иногда изображается без буквы А.
В эмблеме Дзогчена Тигле  означает Радужное тело и «Лхундруб» («самосовершенство», «спонтанное совершенство», «Великое Совершенство») — практику, в процессе которой происходит объединение со своим естественным состоянием, недвойственное восприятие привносится в каждое действие и всё возникающее переживается как самосовершенная игра своей собственной энергии.